# Buchenroedera pauciflora
Buchenroedera pauciflora là một loài thực vật có hoa trong họ Đậu. Loài này được Schltr. mô tả khoa học đầu tiên.